# Jiro und das beste Sushi der Welt
Jiro und das beste Sushi der Welt (Originaltitel: Jiro Dreams of Sushi) ist ein US-amerikanischer Dokumentarfilm von David Gelb aus dem Jahr 2011.
Der Film dokumentiert den Tagesablauf im Sushi-Restaurant Sukiyabashi Jiro des Kochs Jiro Ono.

## Handlung

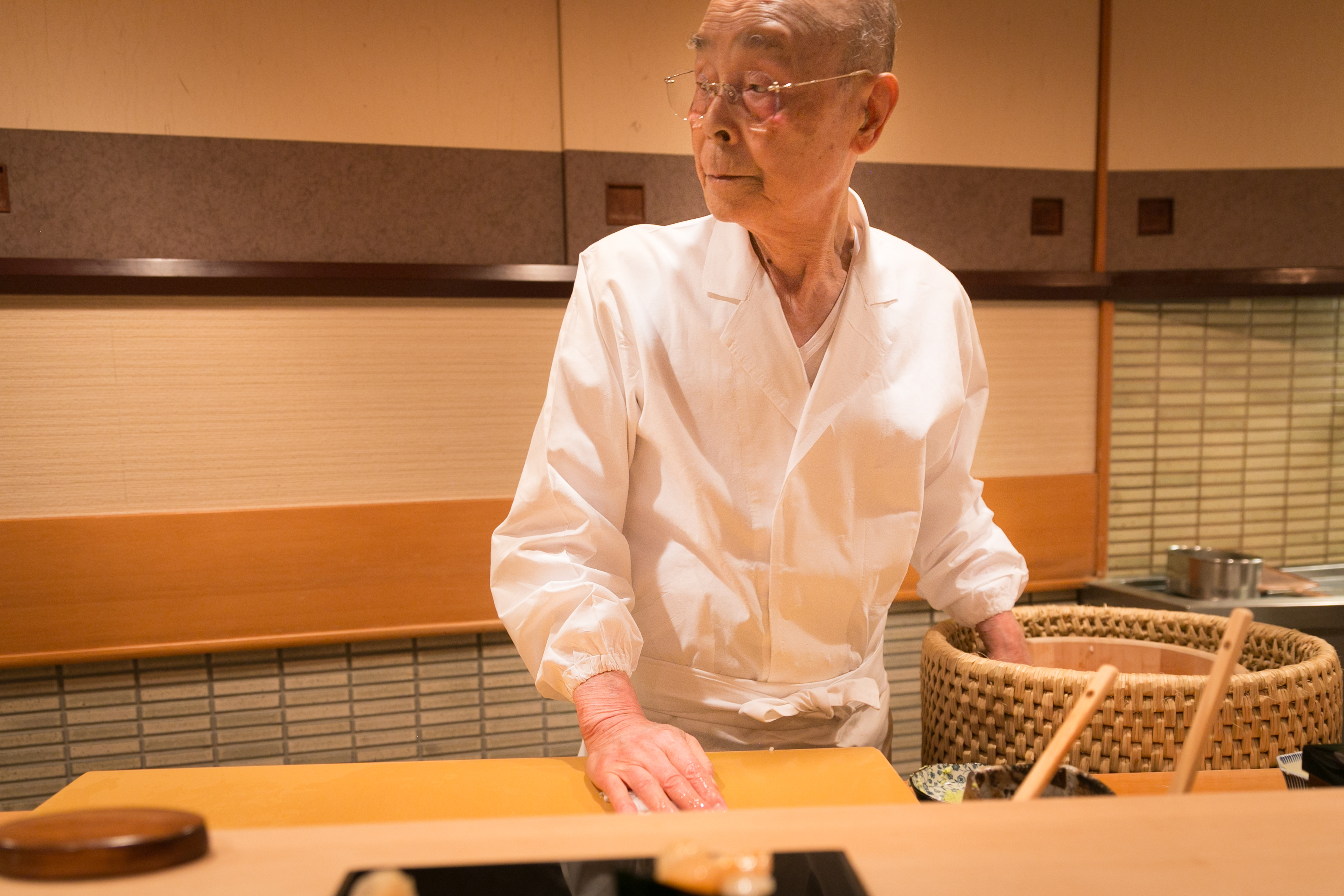
Jiro Ono in seinem Restaurant (2014)

Der zum Zeitpunkt der Dreharbeiten 85-jährige Sushi-Meister Jiro Ono betreibt im Tokioter Hauptgeschäfts- und Vergnügungsviertel Ginza im Stadtbezirk Chūō das Sushi-Restaurant Sukiyabashi Jiro. Äußerlich unscheinbar in einer U-Bahn-Station gelegen und mit nur 10 Sitzen ausgestattet, galt es als das beste Sushi-Restaurant der Welt. Es erhielt als erstes Sushi-Restaurant der Welt drei Sterne im Guide Michelin, die es im Jahr 2019 allerdings verlor, weil es nicht mehr für die Allgemeinheit zugänglich war.
In sehr persönlichen Gesprächen erklären Jiro Ono und seine Söhne und Mitarbeiter die Herstellung des Sushis, vom Kauf der richtigen Zutaten über die Vorbereitungen und Kreation des Sushis bis hin zur richtigen Art, die Speisen zu servieren. Der Meister blickt auf seine Herkunft und seinen Werdegang zurück. Jiro ist überzeugt davon, dass man, um das perfekte Sushi zu schaffen, ein Leben lang daran arbeiten müsse. Auch wenn man gut sei, könne man stets noch besser werden. Diesen Perfektionismus übertrug er auch auf seine beiden Söhne Yoshikazu, der auch mit über 50 noch für seinen Vater arbeitet, und Takashi, der ein eigenes Restaurant betreibt. Seine Auszubildenden gehen bei Jiro zehn Jahre durch eine harte Schule.

## Produktion und Veröffentlichung
David Gelb plante zunächst einen Dokumentarfilm über verschiedene Sushi-Meister, die vor allem durch ihre Kameraarbeit bestechen sollten. Bei den Vorbereitungen traf er auf Jiro, dessen Sushi Gelb für deutlich besser als alle anderen von ihm getesteten befand und in dem einen so fesselnden und interessanten Menschen sah, dass er ihn zum Hauptdarsteller seines Films machen musste. Auch war Gelb von Jiros Sohn Yoshikazu fasziniert, der auch nach vielen Jahrzehnten immer noch von seinem Vater lernte.
Die Dreharbeiten fanden über einen Zeitraum von ungefähr vier Wochen im Januar 2010 statt, danach wurde der Film über einen Zeitraum von etwa zehn Monaten geschnitten. Im August 2010 kehrte Gelb für kurze Nachdreharbeiten nach Japan zurück.
Der Film feierte seine Premiere am 15. Juni 2011 beim Provincetown International Film Festival. In den kommenden zwei Jahren wurde er weltweit bei zahlreichen weiteren Filmfestivals gezeigt. In Deutschland erschien er am 22. Oktober 2015 auf Blu-ray und DVD.

## Rezeption
Der Film konnte bislang 99 Prozent der Kritiker bei Rotten Tomatoes überzeugen und erhielt hierbei eine durchschnittliche Bewertung von 7,8 der möglichen 10 Punkte. Er sei „schön, nachdenklich und faszinierend“ und sei selbst für nicht an Küchenthemen interessierte Zuschauer unterhaltsam.
Laut Roger Ebert sei Gelbs Dokumentarfilm der „definitive“ Film über Weltklasse-Sushi. Ebert vergab drei von vier Sternen für einen Film, dessen Protagonist zwischen „Liebe und Wahnsinn“ für seine Sushi-Leidenschaft schwanke, was bei Ebert zahlreiche Fragen aufwarf.
Simon Abrams kritisierte in seiner Besprechung für IndieWire den Einsatz der melancholischen Musikstücke von Philip Glass und Max Richter. Während der Film Jiros Disziplin und Zuneigung für seine tägliche Arbeit in den Vordergrund rücke und diese Leistung doch feiern sollte, klinge die „nachdenkliche“ Musik eher nach einer „vorzeitigen Beerdigung“, sie zerstöre geradezu das „emotionale Gleichgewicht der wichtigsten Szenen“ des Films.

## Auszeichnungen
- 2011: Monterrey International Film Festival – Best International Feature Film (Publikumspreis)
- 2012: Detroit Film Critics Society – Best Documentary
- 2013: Denver Film Critics Society – Best Documentary Film